# Landgericht München II

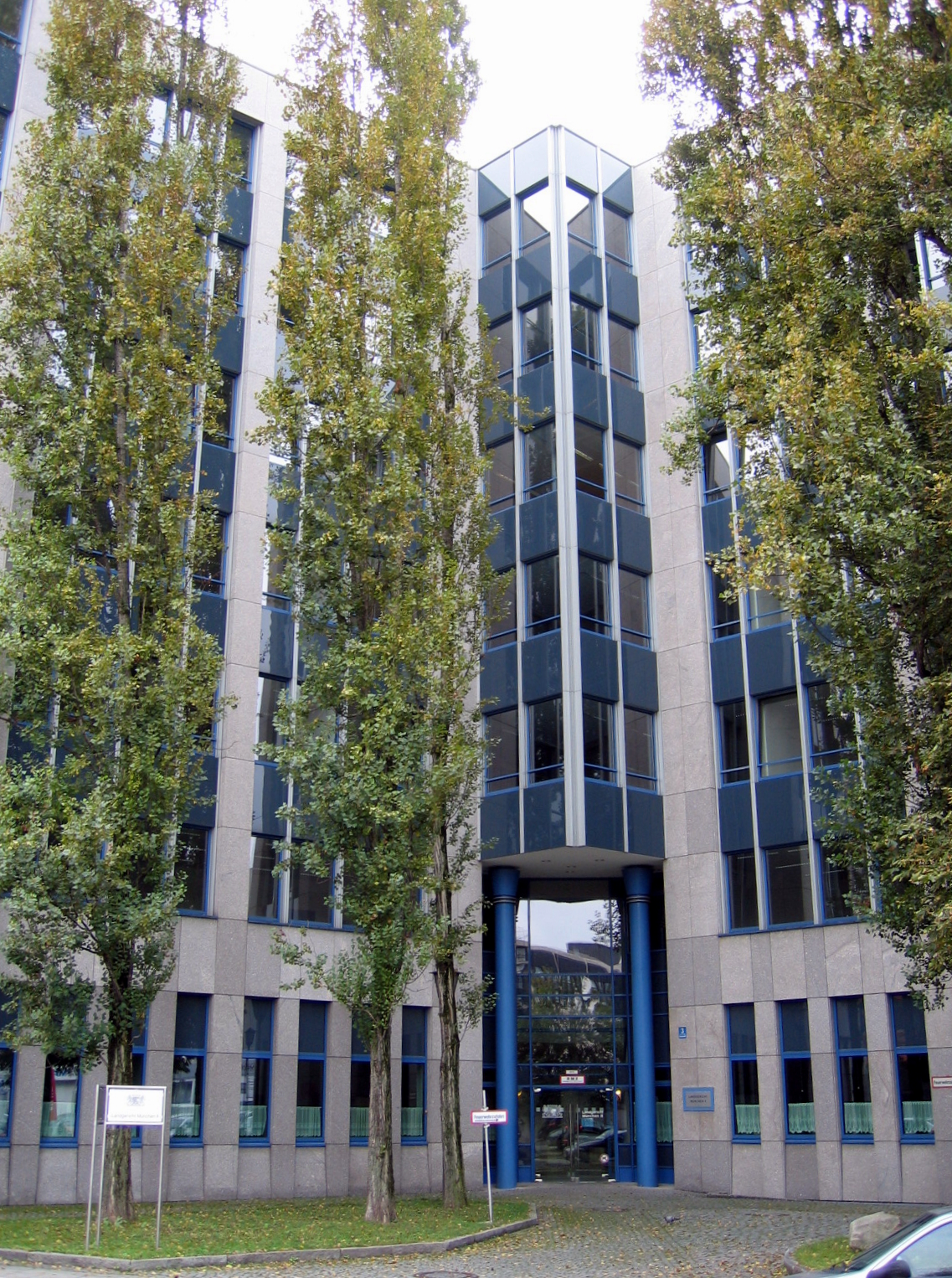
Gerichtsgebäude in der Denisstraße 3

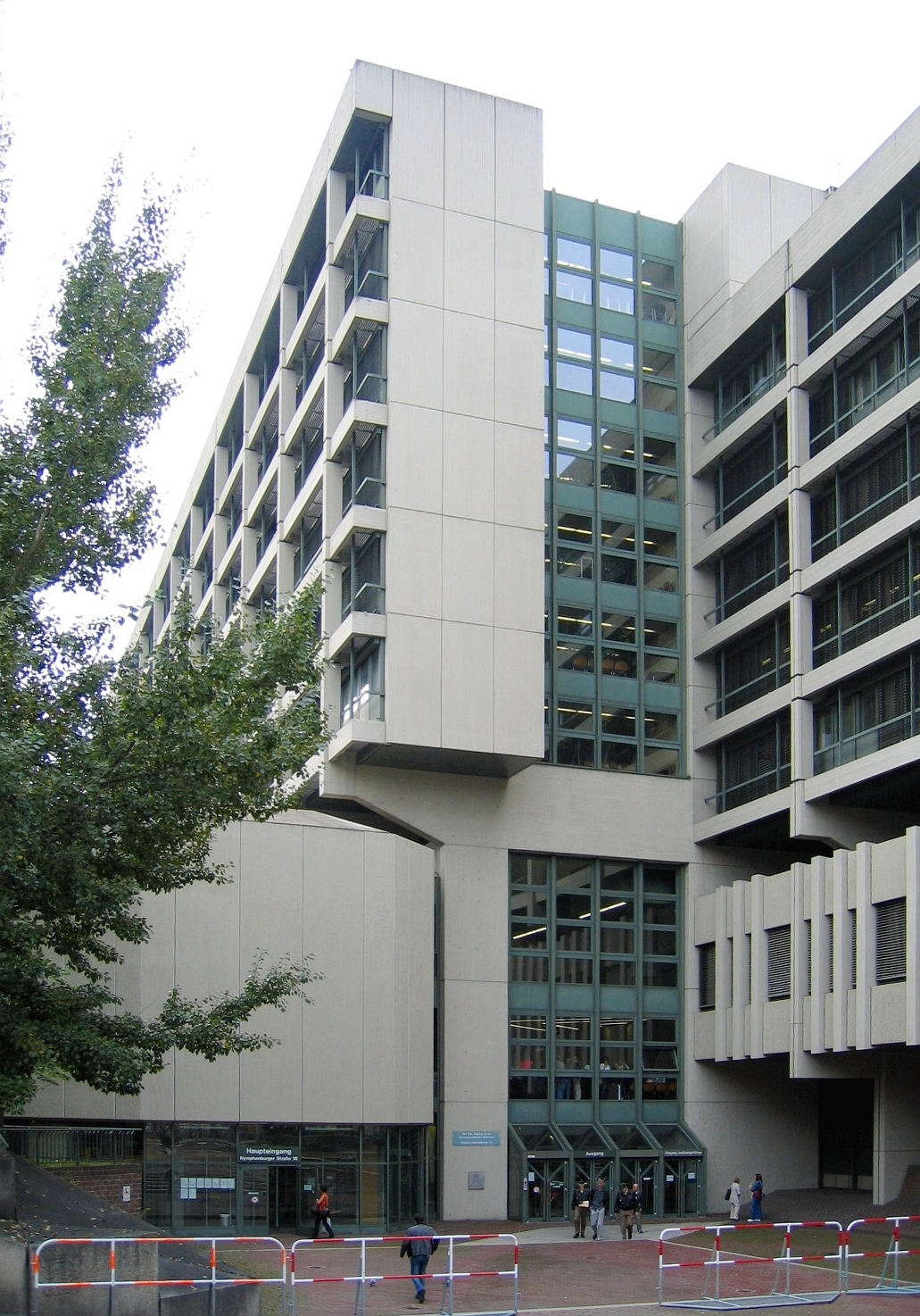
Strafjustizzentrum in der Nymphenburger Straße 16

Das Landgericht München II ist ein Gericht der ordentlichen Gerichtsbarkeit. Es ist eines von 22 bayerischen Landgerichten.

## Geschichte
Vorläufer des heutigen Landgerichts ist das 1857 gegründete bayerische Bezirksgericht München links der Isar, das mit dem Gerichtsverfassungsgesetz von 1879 in ein Landgericht umgewandelt wurde.

## Sitz
Das Landgericht München II hat, ebenso wie das für die Landeshauptstadt München und den Landkreis München zuständige Landgericht München I, seinen Sitz in der Landeshauptstadt München. Es weist damit die Besonderheit auf, dass es seinen Sitz außerhalb seines Gerichtsbezirks hat.

## Landgerichtsbezirk
Der Gerichtsbezirk des Landgerichts München II liegt ringförmig um die Landeshauptstadt München und den Landkreis München herum. Er reicht vom Landkreis Garmisch-Partenkirchen im Süden bis zum Landkreis Dachau im Norden, vom Landkreis Weilheim-Schongau mit der – mittlerweile geschlossenen – amtsgerichtlichen Zweigstelle in Schongau im Westen bis zum Landkreis Ebersberg im Osten und hat eine Ausdehnung von 6.004 km2. In ihm leben etwa 1.012.000 Menschen.
Zum 1. März 1988 schieden die Amtsgerichte Ingolstadt und Pfaffenhofen an der Ilm bei der Bildung des Landgerichts Ingolstadt und zum 1. Mai 1992 die Amtsgerichte Erding und Freising, die dem Landgericht Landshut zugeteilt wurden, aus dem Bezirk des Landgerichts München II aus.
Im Landgerichtsbezirk München II sind 1.988 Rechtsanwälte zugelassen.

## Gerichtsgebäude
Der Präsident des Landgerichts, die Zivilkammern und die Kammern für Handelssachen sind im Gerichtsgebäude in der Denisstraße 3 untergebracht. Die Strafkammern und Jugendkammern befinden sich im Strafjustizzentrum in der Nymphenburger Straße 16.

## Über- und nachgeordnete Gerichte
Das Landgericht München II ist neben dem Landgericht München I eines von zehn Landgerichten, denen das Oberlandesgericht München übergeordnet ist. Dem Landgericht München II nachgeordnet sind
- Amtsgericht Dachau
- Amtsgericht Ebersberg
- Amtsgericht Fürstenfeldbruck
- Amtsgericht Garmisch-Partenkirchen
- Amtsgericht Miesbach
- Amtsgericht Starnberg
- Amtsgericht Weilheim in Oberbayern
- Amtsgericht Wolfratshausen

Hinweis: Das Amtsgericht München ist dem Landgericht München I nachgeordnet.

## Bekannte Verfahren (Auswahl)
- Verfahren gegen Vera Brühne
- Verfahren gegen Horst Mahler (2009)
- Verfahren gegen John Demjanjuk
- Verfahren gegen Manfred Genditzki
- Verfahren gegen Uli Hoeneß
- Verfahren wegen Mord im Amtsgericht Dachau (Tilman Turck)

## Präsidenten (Auswahl)
- 1919–1930: Friedrich Burkhardt[5]

## Bekannte Richter (Auswahl)
- Ralph Alt